# Zosin (powiat golubsko-dobrzyński)
Zosin – wieś w Polsce położona w województwie kujawsko-pomorskim, w powiecie golubsko-dobrzyńskim, w gminie Zbójno.
W latach 1975–1998 miejscowość należała administracyjnie do województwa włocławskiego.